# Europese rivierkreeft
De Europese rivierkreeft (Astacus astacus) of edelkreeft is een kreeft uit Europa die leeft in zoet water. De wetenschappelijke naam Astacus astacus is van het Griekse Astakos (zeekreeft) afgeleid, maar in zee komt de soort niet voor.
Europese rivierkreeften kunnen tot 20 centimeter lang worden, maar afmetingen langer dan 16 centimeter zijn zeldzaam. De dieren kunnen bruin of blauw gekleurd zijn; dit is afhankelijk van de zuurgraad van het water.

## Leefomgeving
De Europese rivierkreeft houdt van voedselrijke wateren die snel opwarmen door de zon.
Sinds de introductie van diverse Amerikaanse rivierkreeftsoorten is deze soort snel in aantal afgenomen. De reden is dat Amerikaanse soorten drager zijn van een parasiet: de oömyceet Aphanomyces astaci. De parasiet veroorzaakt een schimmelinfectie genaamd kreeftenpest waarvoor invasieve Amerikaanse soorten immuun zijn, maar die een populatie Europese rivierkreeften binnen enkele weken kan uitroeien.

## Nederland
Vroeger kwam de Europese rivierkreeft in grote delen van Nederland voor, als schoon zwak stromend water aanwezig was. Maar door de komst van Amerikaanse rivierkreeftsoorten met hun bijbehorende ziektes is de Europese rivierkreeft nagenoeg uitgeroeid in geheel Nederland. Inmiddels komt de soort in Nederland alleen nog voor in de door sprengen gevoede vijvers in de Veluwezoom, omdat deze populatie volledig is geïsoleerd voor kreeften uit andere wateren. 
In 2012 is een reddingsplan gestart om de Europese rivierkreeft voor Nederland te behouden. Dit bestaat uit een kweekprogramma, onderzoek van geschikte locaties en uitzetten van jonge kreeftjes in minimaal tien vijvers binnen het verspreidingsgebied. Het einddoel is herintroductie in minimaal twee beeksystemen. Een studie gaf in 2003 aan dat, indien de soort opnieuw zou worden uitgezet, dit het best kon geschieden in een vijver bij landgoed Duno bij Kasteel Doorwerth, de vijvers in de Seelbeek bij Heveadorp, de Rozendaalse beek, de Molenvijvers in het Openluchtmuseum bij Arnhem, de Gielenbeek bij Oosterbeek en de vijvers achter hotel Groot Warnsborn.. In november 2023 was er een waarneming in een tuin in Maastricht.
Waarnemingen elders in Nederland betreffen uitheemse rivierkreeften.

## België
In Vlaanderen is de Europese rivierkreeft voor het laatst officieel waargenomen in 1945 te Lanaken. In 2014 werd de Europese rivierkreeft opnieuw waargenomen in Lanaken. Hierop volgde een onderzoek van het Agentschap voor Natuur en Bos in de Asbeek en diens zijbeekjes en sloten in de buurt. In Wallonië is de soort nog aanwezig in enkele tientallen stilstaande waterlichamen en een zestal stromen (Boets et al. 2012). Op borden langs de Ourthe afficheert de Waalse overheid de aanwezigheid van de edelkreeft onder de naam 'écrevisse à pieds rouges', evenwel de kreeft die het meest in de Ourthe wordt aangetroffen is de invasieve Californische rivierkreeft (Pacifastacus leniusculus). Sinds 2011 wordt onderzoek gedaan naar de kweek van de edelkreeft voor eventuele heruitzetting in de natuur in Aqua-ERF van de Odisee hogeschool.

## Ondersoorten
Astacus astacus wordt doorgaans in drie ondersoorten verdeeld:
- Astacus astacus astacus[6]
- Astacus astacus balcanicus (Karaman, 1929)[7]
- Astacus astacus colchicus Kessler, 1876[8]

De ondersoort die in België en Nederland voorkomt is ssp. astacus.
De grootste verspreiding heeft de nominaatvorm, van het noorden van de Balkan over heel West-Europa, tot in het zuiden van Scandinavië. Omdat de soort van nature ontbreekt op de Britse eilanden, wordt verondersteld dat deze ondersoort gedurende het laatste glaciaal niet voorkwam in de ijsvrije zone tussen het landijs en de Alpen, maar alleen nog in het noorden van de Balkan en in Griekenland. Van daaruit zou die zich, na het terugtrekken van het ijs, via de Donau naar het noordwesten hebben verspreid. De verspreiding van de ondersoort A. a. balcanicus is beperkt tot het westen van de Balkan, Macedonië en Griekenland, met name het stroomgebied van de Vardar en het Meer van Ohrid. A. a. colchicus komt voor in de bovenloop van de Rioni in de Kaukasus, oostelijk van de Zwarte Zee.